# Ligne principale Keisei
La ligne principale Keisei (京成本線, Keisei Honsen) est la principale ligne ferroviaire de la compagnie Keisei au Japon. Elle relie la gare de Keisei Ueno à Tokyo à celle de l'aéroport de Narita dans la préfecture de Chiba. Cette ligne est le principal accès à l'aéroport international de Narita même si depuis 2010, la ligne Keisei Aéroport de Narita court-circuite une grande partie de la ligne.

## Histoire
La première section de la ligne ouvre en 1912 entre Takasago et Edogawa. La ligne est progressivement prolongée dans les deux directions, atteignant Narita en 1930 et Ueno en 1933. L'écartement des rails était alors de 1 372 mm.
En 1959, la ligne est convertie à l'écartement standard. Elle est prolongée jusqu'à l'aéroport de Narita (terminal 2) en 1978 puis au terminal 1 en 1992.

## Caractéristiques

### Ligne
- Longueur : 69,3 km
- Nombre de gares : 42
- Vitesse maximum : 110 km/h
- Écartement : 1 435 mm
- Alimentation 1 500 V cc par caténaire
- Nombre de voies :
  - Double voie de Keisei Ueno au signal de Komaino
  - Voie unique du signal de Komaino à l'Aéroport de Narita Terminal 1

### Interconnexions

Plan de la ligne principale Keisei (en vert) et du Narita Sky Access (en bleu)

La ligne principale Keisei est interconnectée avec :
- la ligne Oshiage (services communs avec la ligne Asakusa et le réseau Keikyū),
- la ligne Narita Sky Access (services Skyliner et Access Express),
- la ligne Hokusō,
- la ligne Chiba,
- la ligne Higashi-Narita.

### Liste des gares
Les gares sont numérotées de KS01 à KS42
| Numéro | Gare                            | Nom japonais | Distance depuis Keisei Ueno (km) | Correspondances | Localisation | Localisation        |
| ------ | ------------------------------- | ------------ | -------------------------------- | --- | ------------ | ------------------- |
| KS01   | Keisei Ueno                     | 京成上野     | 0                                | à Ueno : JR East Shinkansen : Akita, Jōetsu, Hokuriku, Tōhoku, Yamagata JR East : Keihin-Tōhoku, Takasaki, Tōhoku, Ueno-Tokyo, Yamanote Tokyo Metro : Ginza, Hibiya | Taitō        | Tokyo               |
| KS02   | Nippori                         | 日暮里       | 2,1                              | JR East : Jōban, Keihin-Tōhoku, Yamanote Toei : Nippori-Toneri Liner                                                                                                | Arakawa      | Tokyo               |
| KS03   | Shim-Mikawashima                | 新三河島     | 3,4                              | | Arakawa      | Tokyo               |
| KS04   | Machiya                         | 町屋         | 4,3                              | Tokyo Métro : Chiyoda Toei : Toden Arakawa | Arakawa      | Tokyo               |
| KS05   | Senjuōhashi                     | 千住大橋     | 5,9                              | | Adachi       | Tokyo               |
| KS06   | Keisei Sekiya                   | 京成関屋     | 7,3                              | Tōbu : Skytree (à Ushida) | Adachi       | Tokyo               |
| KS07   | Horikirishōbuen                 | 堀切菖蒲園   | 8,8                              | | Katsushika   | Tokyo               |
| KS08   | Ohanajaya                       | お花茶屋     | 9,9                              | | Katsushika   | Tokyo               |
| KS09   | Aoto                            | 青砥         | 11,5                             | Keisei : Oshiage (interconnexion) | Katsushika   | Tokyo               |
| KS10   | Keisei Takasago                 | 京成高砂     | 12,7                             | Keisei : Narita Sky Access (interconnexion), Kanamachi Hokuso-Railway : Hokusō (interconnexion)                                                                     | Katsushika   | Tokyo               |
| KS11   | Keisei Koiwa                    | 京成小岩     | 14,5                             | | Edogawa      | Tokyo               |
| KS12   | Edogawa                         | 江戸川       | 15,7                             | | Edogawa      | Tokyo               |
| KS13   | Kōnodai                         | 国府台       | 16,4                             | | Ichikawa     | Préfecture de Chiba |
| KS14   | Ichikawamama                    | 市川真間     | 17,3                             | | Ichikawa     | Préfecture de Chiba |
| KS15   | Sugano (ja)                     | 菅野         | 18,2                             | | Ichikawa     | Préfecture de Chiba |
| KS16   | Keisei Yawata                   | 京成八幡     | 19,1                             | JR East : Chūō-Sōbu (à Motoyawata) Toei : Shinjuku (à Motoyawata)                                                                                                   | Ichikawa     | Préfecture de Chiba |
| KS17   | Onigoe                          | 鬼越         | 20,1                             | | Ichikawa     | Préfecture de Chiba |
| KS18   | Keisei Nakayama                 | 京成中山     | 20,8                             | | Funabashi    | Préfecture de Chiba |
| KS19   | Higashi-Nakayama                | 東中山       | 21,6                             | | Funabashi    | Préfecture de Chiba |
| KS20   | Keisei Nishifuna                | 京成西船     | 22,2                             | | Funabashi    | Préfecture de Chiba |
| KS21   | Kaijin                          | 海神         | 23,6                             | | Funabashi    | Préfecture de Chiba |
| KS22   | Keisei Funabashi                | 京成船橋     | 25,1                             | JR East : Chūō-Sōbu, Sōbu (à Funabashi) Tōbu : Urban Park (à Funabashi)                                                                                             | Funabashi    | Préfecture de Chiba |
| KS23   | Daijingūshita                   | 大神宮下     | 26,4                             | | Funabashi    | Préfecture de Chiba |
| KS24   | Funabashikeibajō                | 船橋競馬場   | 27,2                             | | Funabashi    | Préfecture de Chiba |
| KS25   | Yatsu                           | 谷津         | 28,2                             | | Narashino    | Préfecture de Chiba |
| KS26   | Keisei Tsudanuma                | 京成津田沼   | 29,7                             | Keisei : Chiba (interconnexion), Matsudo | Narashino    | Préfecture de Chiba |
| KS27   | Keisei Ōkubo                    | 京成大久保   | 32,1                             | | Narashino    | Préfecture de Chiba |
| KS28   | Mimomi                          | 実籾         | 34,0                             | | Narashino    | Préfecture de Chiba |
| KS29   | Yachiyodai                      | 八千代台     | 36,6                             | | Yachiyo      | Préfecture de Chiba |
| KS30   | Keisei Ōwada                    | 京成大和田   | 38,7                             | | Yachiyo      | Préfecture de Chiba |
| KS31   | Katsutadai                      | 勝田台       | 40,3                             | Toyo Rapid Railway : Tōyō Rapid (à Tōyō-Katsutadai) | Yachiyo      | Préfecture de Chiba |
| KS32   | Shizu                           | 志津         | 42,1                             | | Sakura       | Préfecture de Chiba |
| KS33   | Yūkarigaoka                     | ユーカリが丘 | 43,2                             | Yamanan : Yamaman Yūkarigaoka | Sakura       | Préfecture de Chiba |
| KS34   | Keisei Usui                     | 京成臼井     | 45,7                             | | Sakura       | Préfecture de Chiba |
| KS35   | Keisei Sakura                   | 京成佐倉     | 51,0                             | | Sakura       | Préfecture de Chiba |
| KS36   | Ōsakura                         | 大佐倉       | 53,0                             | | Sakura       | Préfecture de Chiba |
| KS37   | Keisei Shisui                   | 京成酒々井   | 55,0                             | | Shisui       | Préfecture de Chiba |
| KS38   | Sōgosandō                       | 宗吾参道     | 57,0                             | | Shisui       | Préfecture de Chiba |
| KS39   | Kōzunomori                      | 公津の杜     | 58,6                             | | Narita       | Préfecture de Chiba |
| KS40   | Keisei Narita                   | 京成成田     | 61,2                             | Keisei : Higashi-Narita (interconnexion) | Narita       | Préfecture de Chiba |
| KS41   | Aéroport de Narita Terminal 2·3 | 空港第2ビル  | 68,3                             | Keikyu : Narita Sky Access (interconnexion) JR East : Narita | Narita       | Préfecture de Chiba |
| KS42   | Aéroport de Narita Terminal 1   | 成田空港     | 69,3                             | JR East : Narita | Narita       | Préfecture de Chiba |